# Mandans, Hidatsas et Arikaras

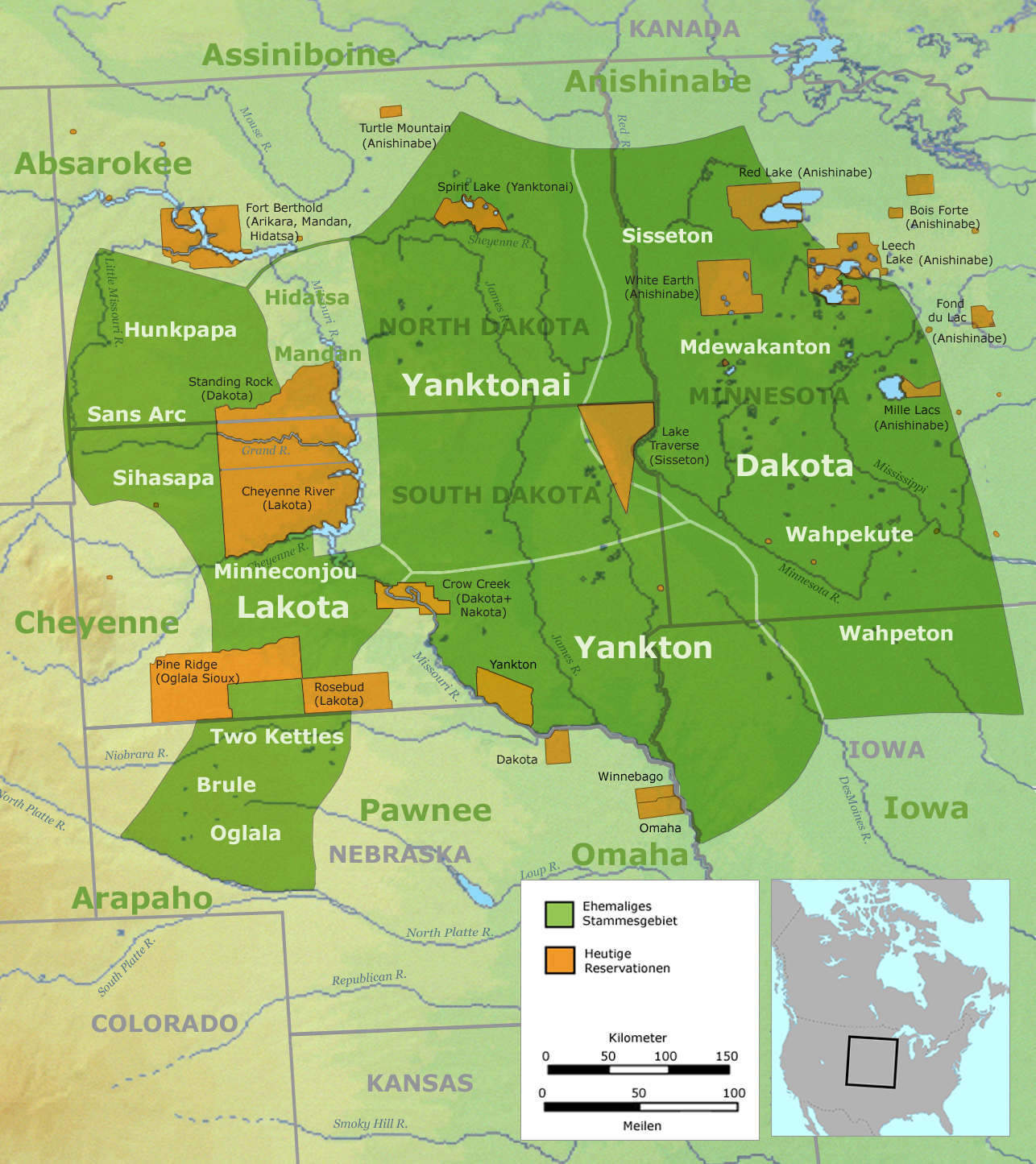
La réserve de Fort Berthold est dans le coin supérieur gauche de cette carte.

La nation Mandan, Hidatsa et Arikara, également appelée les Trois Tribus affiliées est un groupe amérindien formé par l'union des peuples Mandan, Hidatsa et Arikara, dont la patrie s'étendait dans le bassin de la Missouri River dans les Dakotas.

## Histoire
Les épreuves et les déplacements forcés ont rassemblé ces peuples à la fin du XIXe siècle.
Aujourd'hui, le groupe est centré sur la réserve indienne de Fort Berthold dans le Dakota du Nord.
Ils seraient environ 14 000 dont 6 000 vivant sur le territoire de la tribu.
L'actuel chef de la tribu est Tex G. Hall (en), qui a pris ses fonctions en 1998.

## Personnalités
- Ruth Buffalo, personnalité politique américaine